# Bursera ribana
Bursera ribana là một loài thực vật có hoa trong họ Burseraceae. Loài này được Rzed. & Calderón mô tả khoa học đầu tiên năm 2000.